# گینوت، آرارات
گینوت (به ارمنی: Գինեվետ) یک شهر در ارمنستان است که در استان آرارات واقع شده‌است. گینوت در کیلومتری شمال آرتاشات، مرکز استان آرارات واقع شده‌است.

## خصوصیات
گینوت ۶۲۷ نفر جمعیت دارد و در ارتفاع متر بالاتر از سطح دریا قرار گرفته‌است.
| سال   | ۱۸۳۱ | ۱۸۹۷ | ۱۹۱۴ | ۱۹۲۶ | ۱۹۳۹ | ۱۹۵۹ | ۱۹۷۹ | ۲۰۰۱ | ۲۰۰۴ |
| جمعیت |      |      |      |      |      |      |      |      |      |